# KPhone
KPhone è un software libero per il VoIP che utilizza il protocollo SIP.
È scritto in C++, usa le librerie Qt e fa parte del desktop environment KDE.
KPhone è distribuito sotto i termini della GNU General Public License v2.